# Буабодран, Орас Лекок де
Орас Лекок де Буабодран (фр. Horace Lecoq de Boisbaudran; 14 мая 1802, Париж — 7 августа 1897, Париж) — французский художник и преподаватель-новатор учебного рисунка.

## Биография
Буабодран родился в Париже, в 1819 году был принят в Школу изящных искусств, где учился у Пейрона и Гийона-Летьера. Он выставлял свои произведения в Парижском салоне в 1831 и 1840 годах и стал профессором в Академии живописи и скульптуры. Он оставил карьеру живописца, чтобы полностью посвятить себя преподаванию рисунка.
С 1841 по 1869 год он преподавал рисунок в Специальной школе рисования и математики (l'École spéciale de dessin et de mathématiques), известной как «Малая школа», ныне Национальная высшая школа декоративных искусств в Париже. Один из девизов Лекока: «Мастер искусства учит посредством своих произведений, профессор — посредством слов и методов». Как преподаватель рисования он стал известен своим новаторским методом, который предполагал рисование по памяти и обучение особой профессиональной «живописной памяти» (сохранению зрительного представления об увиденных вещах, чтобы использовать его в дальнейшей работе по воображению).
В 1847 году Буабодран стал профессором в филиале учебного заведения Почётного легиона на улице Барбетт в Париже, где также начал применять свой метод обучения к живописной памяти.
Его ученики обязаны были регулярно посещать Лувр, где они должны были тщательно изучать картины, запоминать их, чтобы позднее воспроизводить по памяти в мастерской в мельчайших деталях. Такие упражнения были призваны помочь ученику найти собственный изобразительный язык.
Он также выводил своих учеников на этюды на природу, чтобы они наблюдали и рисовали на пленэре, что не было принято в Академиях того времени. С большими трудностями Буабодрану удалось добиться принятия своей программы в Малой школе; в 1854 году он представил свой метод Академии изящных искусств, но только в 1863 году он получил разрешение на открытие мастерской для обучения рисованию по памяти при Школе декоративных искусств. Он был директором школы с 1866 по 1869 год.
Буабодран был масоном и фурьеристом (последователем учения философа и социолога Шарля Фурье). По словам Феликса Регаме, Лекок де Буабодран, «восстав против софизма, который делает художника — живописца, музыканта или поэта — существом обособленным в обществе, требовал от студентов строгой тренировки способностей восприятия».
Несмотря на очевидные преимущества и прогрессивное значение «Метод Буабодрана» не получил распространения, был забыт и возрождён лишь в некоторых учебных заведениях, в основном в архитектурных и художественно-промышленных школах, начала XX века. Его ученик и издатель Л. Д. Луард объяснял забвение его метода преподавания тремя причинами: другие учителя не разделяли его идей из-за их сложности и необходимости специальной подготовки самого педагога; Его преемник, Жан-Шарль Казен, предпочёл отказаться от преподавания, чтобы посвятить себя живописи; переиздание методических брошюр Буабодрана, запланированное на конец 1914 года, было отложено из-за Первой мировой войны.
Среди известных учеников Лекока де Буабодрана были Огюст Роден, Анри Фантен-Латур, Альфонс Легро, Жюль Шере, Леон Лермитт, Жан-Шарль Казен, Жюль Далу и Оскар Роти.
Лекок де Буабодран скончался в Париже 7 августа 1897 года.

## Основные публикации
- Prélude à l’unité religieuse. Paris : Librairie phalanstérienne, 1847, 8 p., extrait de La Démocratie pacifique du 18 avril 1847.
- Quelques idées et propositions philosophiques. Paris: impr. de D. Jouaust, s. d., In-8° , 80 p.
- Horace Lecoq de Boibaudran, " Éducation de la mémoire pittoresque ". La Phalange, Paris, vol. 6, t. 2, 1847, p. 354—366 (lire en ligne [archive]); imprimé à part en 1848.
- Éducation de la mémoire pittoresque, application aux arts du dessin, 2e éd. Augmentee. Paris, Bance, 1862.
- Orient de Paris, L’Ordre les Philadelphes (du rite de Memphis). Compte-rendu des travaux du couvent maçonnique dans ses séances du 5-10 juin 1865… présenté par le Frère Lecoq de Boisbaudran… à la tenue du 3 juillet 1865, Paris : impr. de E. Donnaud, s. d., In-8° , 15 p.
- Lettres à un jeune professeur, Paris, Morel, 1876.
- Un Coup d'œil à l’enseignement aux Beaux-Arts. Paris, Morel, 1879.
- Horace Lecoq de Boisbaudran (auteur) et L.D. Luard (compilation, préface), L'Éducation de la mémoire pittoresque et la formation de l’artiste, Paris, Laurens, 1920 (lire en ligne [archive]) (compilation des titres précédents) en ligne à l’Institut national d’histoire de l’art (France); " mise en page pour impression recto/verso [archive] ".